# Gabriel Balart
Gabriel Balart (Barcelona, 8 de junho de 1824 - 5 de julho de 1893) foi um compositor, chefe de orquestra e pedagogo espanhol.